# Renée Jeanne Falconetti

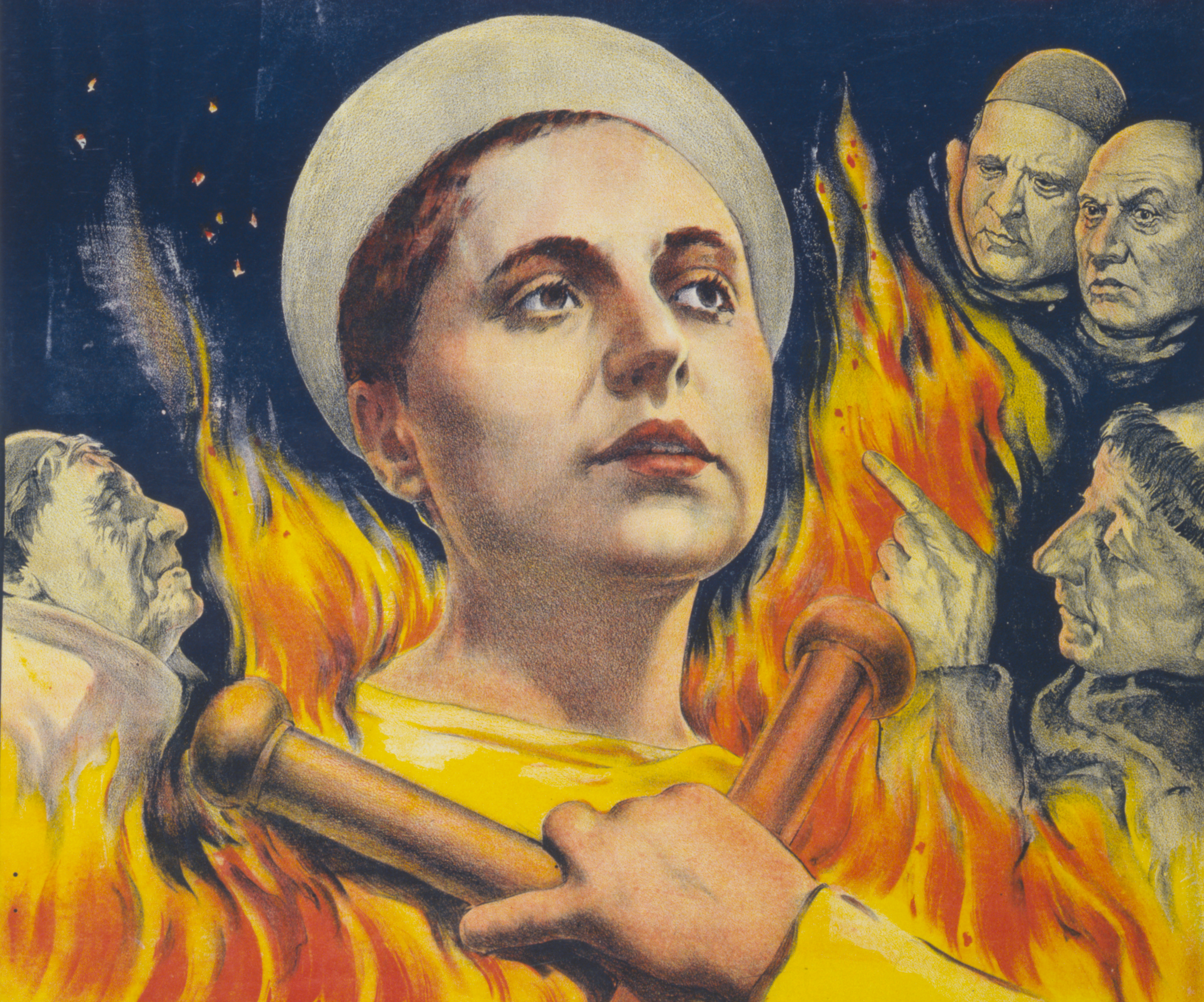
Falconetti als Jeanne d'Arc

Renée Jeanne Falconetti (Pantin, 21 juli 1892 – Buenos Aires, 12 december 1946) was een Franse toneel- en filmactrice. 
Falconetti was een actrice van de Comédie-Française. Ze speelde in stukken van onder anderen Sacha Guitry, Henry Bataille en Louis Jouvet. Haar bekendste filmrol was die van Jeanne d'Arc in La Passion de Jeanne d'Arc van Carl Theodor Dreyer (1927). In 1926 kocht ze een villa in Chatou van actrice en operettezangeres Anna Judic. En enkele jaren later kocht ze het Théâtre de l'Avenue in Parijs. Dit leidde tot haar financiële ondergang. Tijdens de Tweede Wereldoorlog week ze uit naar Argentinië. Daar pleegde ze in 1946 zelfmoord.